# Kovads Bæk
Kovads Bæk er en kildebæk, der samler afløbet fra et stort antal af de mindre sumpkilder, som udspringer langs Stendalens sider i Rebild Bakker. Kovads Bæk løber i Gravlev Ådal ud i Lindenborg Å, som hvert sekund derved tilføres 80–85 liter klart kildevand.

## Andre navneformer
Kildebækken navn, Kovads Bæk, tolkes i dag som et "vadested for køer." På ældre kort optræder bækken dog under navne som Kousbæk og Kovrsbæk. Disse navne har formentlig henvist til vandmøllen, der gik under navnene Kogers Mølle og Kouvers Mølle. Den kendes tilbage fra 1500-tallet og lå omtrent der, hvor landevejen fra Rebild krydser ådalen vestpå. Vandmøllen blev først flytte til Thingbæk og derfra til Røde Mølle et par kilometer længere mod syd. Neden for Lars Kjærs hus kan man dog stadig se en vold, der er resterne af dæmningen, der stemmede bækken op til vandmøllen. Navnet Kovads Bæk er altså formentlig en omskrivning og nyfortolkning af et navn, der havde mistet sin betydning, efter vandmøllen ikke længere fandtes på stedet.

## Vigtig gydeplads
Kovads Bæk er en vigtig gydeplads for havørred. Bække har desuden en fast bestand af kildeørred, der blev indført til Danmark som dambrugsfisk fra Nordamerika i slutningen af 1800-tallet.
Kovads Bæk er sammen med Rebild Bakker, Gravlev Ådal og dele af Lindenborg Å fredet. Indsamling af planter og dyr er forbudt. Der hvor en sti krydser bækken, er lavet en plankebro. Det er ikke tilladt at vade i bækken.